# Joseph LaShelle
Joseph LaShelle (* 9. Juli 1900 in Los Angeles; † 20. August 1989 in La Jolla, San Diego; eigentlich Joseph Wellington LaShelle ) war ein amerikanischer Kameramann.
LaShelle, Mitglied der A.S.C., wurde insgesamt neunmal für einen Oscar nominiert und erhielt die Trophäe 1945 für seine Arbeit an Otto Premingers Film noir Laura.

## Leben
Nach seinem Abschluss an der Hollywood Highschool arbeitete LaShelle ab 1920 zunächst als Laborassistent bei den Paramount Pictures, um Geld für sein Studium an der Stanford-Universität zu verdienen. Als er zum Laborchef befördert wurde, gab er den Gedanken an ein Studium auf und blieb in der Filmbranche.
Auf Anraten von Kameramann Charles G. Clarke wechselte LaShelle im Jahr 1925 hinter die Kamera und wurde erst Clarkes Gehilfe, kurz darauf zweiter Kameraassistent. Bis Anfang der 1930er Jahre wechselte LaShelle zu verschiedenen Studios und arbeitete unter anderen mit Clyde De Vinna, David Kesson und Edward Snyder zusammen, bis er 1932 Assistent von Arthur C. Miller wurde. Die Zusammenarbeit LaShelles mit Miller begann mit Raoul Walshs Film Me and my Gal 1932 und endete 1943 mit Henry Kings Das Lied von Bernadette.
Irving Pichels Drama Happy Land aus demselben Jahr war LaShelles erster Film als Chefkameramann. Ein Jahr später, nachdem LaShelle für drei weitere Filme die Kamera geführt hatte, wurde er von Otto Preminger als Kameramann für Laura engagiert und ersetzte Lucien Ballard, der zunächst als Kameramann vorgesehen war.
LaShelle, der Stunden damit zubrachte, einzelne Szenen des Films zu planen und die richtige Beleuchtung zu finden, wurde für seine Bemühungen, dem Film über die Beleuchtung und relativ lange Einstellungen, unter anderem in Lydeckers Wohnung, eine traumähnliche Stimmung zu geben, mit einem Oscar geehrt.
LaShelle arbeitete mit Preminger bis zum Jahr 1953 bei fünf weiteren Filmen zusammen, unter anderem 1945 bei Mord in der Hochzeitsnacht, einem Film noir mit Dana Andrews in der Hauptrolle, und 1953 bei der Produktion des Westerns Fluß ohne Wiederkehr.
Eine weitere Oscarnominierung erhielt LaShelle 1949 für die Kameraführung bei Henry Kosters Drama …und der Himmel lacht dazu. Der Film, für insgesamt sieben Oscars nominiert, unter anderem Elsa Lanchester als Beste Nebendarstellerin, ging bei der Verleihung der Trophäen leer aus.
Während der 1950er Jahre drehte LaShelle mit Regisseuren wie beispielsweise Otto Lang, bei dessen oscarnominierten Kurzfilmen Jet Carrier und The First Piano Quartette er die Kamera führte. Seine dritte Nominierung für einen Oscar als bester Schwarzweißkameramann erhielt LaShelle 1952 für Meine Cousine Rachel, eine Romanze nach einem Roman von Daphne du Maurier, wiederum unter der Regie von Henry Koster, mit Olivia de Havilland und Richard Burton, der für seine Rolle als Philip Ashley für einen Oscar als bester Nebendarsteller nominiert war.
Mitte der 1950er Jahre stand LaShelle für Regisseur Delbert Manns Debütfilm Marty hinter der Kamera. Der 1994 in das National Film Registry aufgenommene Film wurde für insgesamt acht Oscars nominiert und erhielt vier. LaShelle, der ein weiteres Mal für die Beste Kameraführung eines Schwarzweißfilms nominiert war, erhielt die Trophäe wiederum nicht. Ausgezeichnet wurde James Wong Howe für seine Arbeit bei Daniel Manns Film Die tätowierte Rose.
Zum Ende des Jahrzehnts, nachdem der Kameramann für Raoul Walsh Die Nackten und die Toten fotografiert hatte, erhielt er 1959 noch einmal eine Oscarnominierung für Joseph Anthonys Viele sind berufen als Bester Kameramann eines Schwarzweißfilms.
Im Jahr 1959 hatte LaShelle zum ersten Mal mit Billy Wilder bei dessen Film Das Appartement zusammengearbeitet. Wilders Komödie, laut einem Kritiker „wunderschön gedreht in eher düsterem Schwarzweiß-Cinemascope“, wurde mit fünf Oscars, unter anderem als Bester Film geehrt und war für zehn Oscars nominiert. LaShelle ging leer aus, den Oscar erhielt Freddie Francis für Söhne und Liebhaber. Bis zur Mitte des Jahrzehnts arbeiteten LaShelle und Wilder bei den Produktionen von Das Mädchen Irma la Douce 1963, Küss mich, Dummkopf 1964 und Der Glückspilz zusammen. Gleich zweimal war LaShelle 1964 für einen Oscar nominiert, einmal zusammen mit William H. Daniels, Milton R. Krasner und Charles Lang für Das war der Wilde Westen. In diesem Epos über die Eroberung des Wilden Westens drehte LaShelle unter der Regie von John Ford die Sequenz The Civil War, sowie die Büffelszenen für die Sequenz Railroad, unter der Regie von George Marshall. Die zweite Nominierung dieses Jahres war Wilders Das Mädchen Irma la Douce.
Ein letztes Mal für einen Oscar war LaShelle 1966 für Wilders Der Glückspilz nominiert.
Neben seinen Arbeiten für den Film drehte LaShelle auch einige Male für das Fernsehen, so etwa 1957 zwei Folgen für die Fernsehserie Alfred Hitchcock Presents. Nachdem LaShelle 1969 die Kamera bei Gerd Oswalds Drama 80 Schritte bis zum Glück geführt hatte, zog er sich aus dem Filmgeschäft zurück.

## Filmografie (Auswahl)
- 1933: Die Schule der Liebe (My Weakness) (als einfacher Kameramann)
- 1933: Seemannsglück (Sailor’s Luck) (als Kameratechniker)
- 1940: Treck nach Utah (Brigham Young – Frontiersman) (als Kameratechniker)
- 1941: Schwarze Diamanten (How Green Was My Valley) (als einfacher Kameramann)
- 1943: The Happy Land
- 1944: Bermuda Mystery
- 1944: Take it or Leave it
- 1944: The Eve of St. Mark
- 1944: Laura
- 1945: A Bell for Adano
- 1945: Mord in der Hochzeitsnacht (Fallen Angel)
- 1945: Scotland Yards seltsamster Fall (The Hangover Square)
- 1946: Claudia and David
- 1946: Cluny Brown auf Freiersfüßen (Cluny Brown)
- 1946: Doll Face
- 1947: Eine Welt zu Füßen (The Foxes of Harrow)
- 1947: The Late George Apley
- 1948: Deep Waters
- 1948: In This Corner
- 1948: Nachtclub-Lilly (Road House)
- 1948: The Luck of the Irish
- 1949: …und der Himmel lacht dazu (Come to the Stable)
- 1949: Lady Windermeres Fächer (The Fan)
- 1949: Wenn meine Frau das wüßte (Everybody Does It)
- 1950: Der geheimnisvolle Ehemann (The Jackpot)
- 1950: Faustrecht der Großstadt (Where the Sidewalk Ends)
- 1950: Mister 880
- 1950: Mother Didn’t Tell Me
- 1950: Under My Skin
- 1951: Cornelia tut das nicht (Elopement)
- 1951: Mr. Belvederes zweite Jugend (Mr. Belvedere Rings the Bell)
- 1951: The 13th Letter
- 1951: The Guy Who Came Back
- 1952: Die Frau des Banditen (The Outcasts of Poker Flat)
- 1952: Die Legion der Verdammten (Les Miserables)
- 1952: Meine Cousine Rachel (My Cousin Rachel)
- 1952: Something for the Birds
- 1953: Gefährliche Überfahrt (Dangerous Crossing)
- 1953: Mr. Scoutmaster
- 1954: Fluß ohne Wiederkehr (River of No Return)
- 1954: The First Piano Quartette (Kurzfilm)
- 1955: Sturm-Angst (Storm Fear)
- 1955: Marty
- 1956: Der Sonne entgegen (Run for the Sun)
- 1956: Our Miss Brooks
- 1956: Der Eroberer (The Conqueror)
- 1957: Das war Mord, Mr. Doyle (Crime of Passion)
- 1957: Der Rächer wartet schon (Fury at Showdown)
- 1957: Der Tod hat schwarze Krallen (I Was a Teenage Werewolf)
- 1957: Die Junggesellenparty (The Bachelor Party)
- 1957: Fenster ohne Vorhang (No Down Payment)
- 1957: The Abductors
- 1957: Traum in Pink (The Fuzzy Pink Nightgown)
- 1958: Die Nackten und die Toten (The Naked and the Dead)
- 1958: Der lange heiße Sommer (The Long, Hot Summer)
- 1959: Viele sind berufen (Career)
- 1960: Das Appartement (The Apartment)
- 1961: Alles in einer Nacht (All in a Night’s Work)
- 1961: Der Außenseiter (The Outsider)
- 1961: Die Heiratsmaschine (The Honeymoon Machine)
- 1962: Das war der Wilde Westen (How the West Was Won)
- 1963: Ein Kind wartet (A Child Is Waiting)
- 1963: Das Mädchen Irma la Douce (Irma La Douce)
- 1964: Monsieur Cognac (Wild and Wonderful)
- 1964: Küss mich, Dummkopf (Kiss Me, Stupid!)
- 1966: Sieben Frauen (7 Women)
- 1966: Der Glückspilz (The Fortune Cookie)
- 1966: Ein Mann wird gejagt (The Chase)
- 1967: Barfuß im Park (Barefoot in the Park)
- 1968: Kona Coast
- 1969: Um Leben und Tod (U.M.C.)
- 1969: 80 Schritte bis zum Glück (80 Steps to Jonah)